# Linden (Gujana)
Linden – miasto w Gujanie, drugie pod względem wielkości w kraju, po stolicy Georgetown, port nad rzeką Demerara. Liczy ok. 29,3 tys. mieszkańców (2002).
W mieście znajduje się port lotniczy.